# Thomas Gogois
Anaël Thomas Gogois (24 de junio de 2000) es un deportista francés que compite en atletismo. Ganó una medalla de bronce en el Campeonato Europeo de Atletismo de 2024, en la prueba de triple salto.

## Palmarés internacional
| Campeonato Europeo | Campeonato Europeo | Campeonato Europeo | Campeonato Europeo |
| Año                | Lugar              | Medalla            | Prueba             |
| ------------------ | ------------------ | ------------------ | ------------------ |
| 2024               | Roma (Italia)      | Medalla de bronce  | Triple salto       |